# Resolution ES-11/4 der UN-Generalversammlung
Die Resolution A/RES/ES-11/4 der UN-Generalversammlung wurde am 12. Oktober 2022 von der Generalversammlung der Vereinten Nationen auf ihrer elften Dringlichkeitssitzung verabschiedet. In ihr wurde mit der großen Stimmenmehrheit von 78,1 % Russlands Versuch der Annexion von Gebieten der Süd- und Ostukraine nach irregulären Referenden in Teilen von Donezk, Cherson, Luhansk und Saporischschja für ungültig und illegal erklärt.

## Hintergrund
Am 7. Oktober 2022 brachten folgende 44 Staaten unter dem Titel „Territorial integrity of Ukraine: defending the principles of the Charter of the United Nations“ („Territoriale Unversehrtheit der Ukraine: Verteidigung der Grundsätze der Charta der Vereinten Nationen“) den Entwurf A/ES-11/L.5 für eine Resolution der UN-Generalversammlung ein:
Albanien
 Australien
 Belgien
 Bulgarien
 Dänemark
 Deutschland
 Estland
 Finnland
 Frankreich
 Georgien
 Griechenland
 Guatemala
 Irland
 Island
 Italien
 Japan
 Kanada
 Kroatien
 Lettland
 Liberia
 Liechtenstein
 Litauen
 Luxemburg
 Malta
 Republik Moldau
 Montenegro
 Niederlande
 Norwegen
 Österreich
 Palau
 Polen
 Portugal
 Rumänien
 Schweden
 Slowakei
 Slowenien
 Spanien
 Südkorea
 Trinidad und Tobago
 Tschechische Republik
 Türkei
 Ukraine
 Ungarn
 Republik Zypern

## Wortlaut
„Die Generalversammlung, […]
1. bekräftigt ihr Bekenntnis zur Souveränität, Unabhängigkeit, Einheit und territorialen Unversehrtheit der Ukraine innerhalb ihrer international anerkannten Grenzen, einschließlich ihrer Hoheitsgewässer;
2. verurteilt die von der Russischen Föderation in Regionen innerhalb der international anerkannten Grenzen der Ukraine veranstalteten illegalen sogenannten Referenden und den auf diese Referenden folgenden Versuch der rechtswidrigen Annexion der ukrainischen Regionen Cherson, Donezk, Luhansk und Saporischschja;
3. erklärt, dass die rechtswidrigen Handlungen der Russischen Föderation im Zusammenhang mit den illegalen sogenannten Referenden, die vom 23. bis 27. September 2022 in den ukrainischen Regionen Cherson, Donezk, Luhansk und Saporischschja, die zum Teil unter der temporären militärischen Kontrolle der Russischen Föderation stehen oder gestanden haben, abgehalten wurden, und der darauf folgende Versuch der rechtswidrigen Annexion dieser Regionen keine Gültigkeit haben und keine Grundlage für eine Änderung des Status dieser Regionen der Ukraine bilden;
4. fordert alle Staaten, internationalen Organisationen und Sonderorganisationen der Vereinten Nationen auf, eine Änderung des Status einer oder aller der ukrainischen Regionen Cherson, Donezk, Luhansk und Saporischschja durch die Russische Föderation nicht anzuerkennen und nichts zu tun oder zu unternehmen, was als Anerkennung eines solchen geänderten Status ausgelegt werden könnte;
5. verlangt, dass die Russische Föderation ihre Entscheidungen vom 21. Februar und 29. September 2022 betreffend den Status bestimmter Gebiete der Regionen Cherson, Donezk, Luhansk und Saporischschja in der Ukraine sofort und bedingungslos rückgängig macht, da sie eine Verletzung der territorialen Unversehrtheit und Souveränität der Ukraine darstellen und mit den Grundsätzen der Charta der Vereinten Nationen unvereinbar sind, und dass sie alle ihre Streitkräfte unverzüglich, vollständig und bedingungslos aus dem Hoheitsgebiet der Ukraine innerhalb ihrer international anerkannten Grenzen abzieht;
6. begrüßt die von den Vereinten Nationen, Mitgliedstaaten und humanitären Organisationen unternommenen Bemühungen zur Bewältigung der humanitären Krise und Flüchtlingskrise;
7. begrüßt und bekundet seine nachdrückliche Unterstützung für die fortgesetzten Bemühungen des Generalsekretärs und der Mitgliedstaaten und fordert die Mitgliedstaaten und internationalen Organisationen, einschließlich der Organisation für Sicherheit und Zusammenarbeit in Europa und anderer internationaler und regionaler Organisationen, auf, die Deeskalation der derzeitigen Situation und eine friedliche Beilegung des Konflikts durch politischen Dialog, Verhandlungen, Vermittlung und andere friedliche Mittel zu unterstützenunter Achtung der Souveränität und territorialen Unversehrtheit der Ukraine innerhalb ihrer international anerkannten Grenzen und im Einklang mit den Grundsätzen der Charta;
8. beschließt, die elfte Notstandssondertagung der Generalversammlung vorläufig zu vertagen und den Präsidenten der Generalversammlung zu ermächtigen, die Tagung auf Antrag von Mitgliedstaaten wiederaufzunehmen.“

## Abstimmungsverhalten
| Votum      | Zahl | Staaten | Stimmen in Prozent | in Prozent der UN-Mitgliedstaaten |
| ---------- | ---- | --- | ------------------ | --------------------------------- |
| Ja         | 143  | Afghanistan, Ägypten, Albanien, Andorra, Angola, Antigua und Barbuda, Argentinien, Australien, Bahamas, Bahrain, Bangladesch, Barbados, Belgien, Belize, Benin, Bhutan, Bosnien-Herzegowina, Botswana, Brasilien, Brunei, Bulgarien, Chile, Costa Rica, Dänemark, Deutschland, Dominica, Dominikanische Republik, Ecuador, Elfenbeinküste, Estland, Fidschi, Finnland, Frankreich, Gabun, Gambia, Georgien, Ghana, Grenada, Griechenland, Guatemala, Guinea-Bissau, Guyana, Haiti, Indonesien, Irak, Irland, Island, Israel, Italien, Jamaika, Japan, Jemen, Jordanien, Kambodscha, Kanada, Kap Verde, Katar, Kenia, Kiribati, Kolumbien, Komoren, Demokratische Republik Kongo, Kroatien, Kuwait, Lettland, Libanon, Liberia, Libyen, Liechtenstein, Litauen, Luxemburg, Madagaskar, Malawi, Malaysia, Malediven, Malta, Marokko, Marshallinseln, Mauretanien, Mauritius, Mexiko, Mikronesien, Republik Moldau, Monaco, Montenegro, Myanmar, Nauru, Nepal, Neuseeland, Niederlande, Niger, Nigeria, Nordmazedonien, Norwegen, Oman, Österreich, Palau, Panama, Papua-Neuguinea, Paraguay, Peru, Philippinen, Polen, Portugal, Ruanda, Rumänien, Saint Kitts und Nevis, Saint Lucia, Saint Vincent und die Grenadinen, Salomonen, Sambia, Samoa, San Marino, Saudi-Arabien, Schweden, Schweiz, Senegal, Serbien, Seychellen, Sierra Leone, Singapur, Slowakei, Slowenien, Somalia, Spanien, Südkorea, Suriname, Timor-Leste, Tonga, Trinidad und Tobago, Tschad, Tschechische Republik, Tunesien, Türkei, Tuvalu, Ukraine, Ungarn, Uruguay, Vanuatu, Vereinigte Arabische Emirate, Vereinigtes Königreich, Vereinigte Staaten, Republik Zypern | 78,1 %             | 74,1 %                            |
| Nein       | 005  | Belarus, Nicaragua, Nordkorea, Russland, Syrien | 02,7 %             | 02,6 %                            |
| Enthaltung | 035  | Algerien, Armenien, Äthiopien, Bolivien, Burundi, Volksrepublik China, Eritrea, Eswatini, Guinea, Honduras, Indien, Kasachstan, Kirgisistan, Republik Kongo, Kuba, Laos, Lesotho, Mali, Mongolei, Mosambik, Namibia, Pakistan, Simbabwe, Sri Lanka, Südafrika, Sudan, Südsudan, Tadschikistan, Tansania, Thailand, Togo, Uganda, Usbekistan, Vietnam, Zentralafrikanische Republik | 19,1 %             | 18,1 %                            |
| Abwesend   | 010  | Äquatorialguinea, Aserbaidschan, Burkina Faso, Dschibuti, El Salvador, Iran, Kamerun, São Tomé und Príncipe, Turkmenistan, Venezuela (suspendiert) | –                  | 05,2 %                            |
| Gesamt     | 193  | – | 100,0 %0           | 100,0 %0                          |